# Estación de Boigneville
La estación de Boigneville es una estación ferroviaria francesa de la línea de Villeneuve-Saint-Georges a Montargis, ubicada en el municipio de Boigneville, en el departamento de Essonne en la región Isla de Francia.
Fue puesta en servicio en 1867 por la Compañía de ferrocarriles de París a Lyon y al Mediterráneo (PLM). Es un apeadero de la SNCF, que se encuentra incluida en la línea D del RER. Se ubica a una distancia de 70,300 km de la estación de París-Lyon.
En 2016, según las estimaciones de la SNCF, el uso anual de la estación es de 54 000 viajeros.

## Servicio de viajeros

### Recepción
Al ser un apeadero, ofrece un mínimo de servicios con: carteles de información y un abrigo en cada andén. Está equipada con una máquina automática de billetes.
La travesía de las vías y el pasaje de un andén al otro se efectúa por un paso a nivel para peatones. Cuando un tren aproxima, unos intermitentes rojos prohíben la travesía.

## Galería

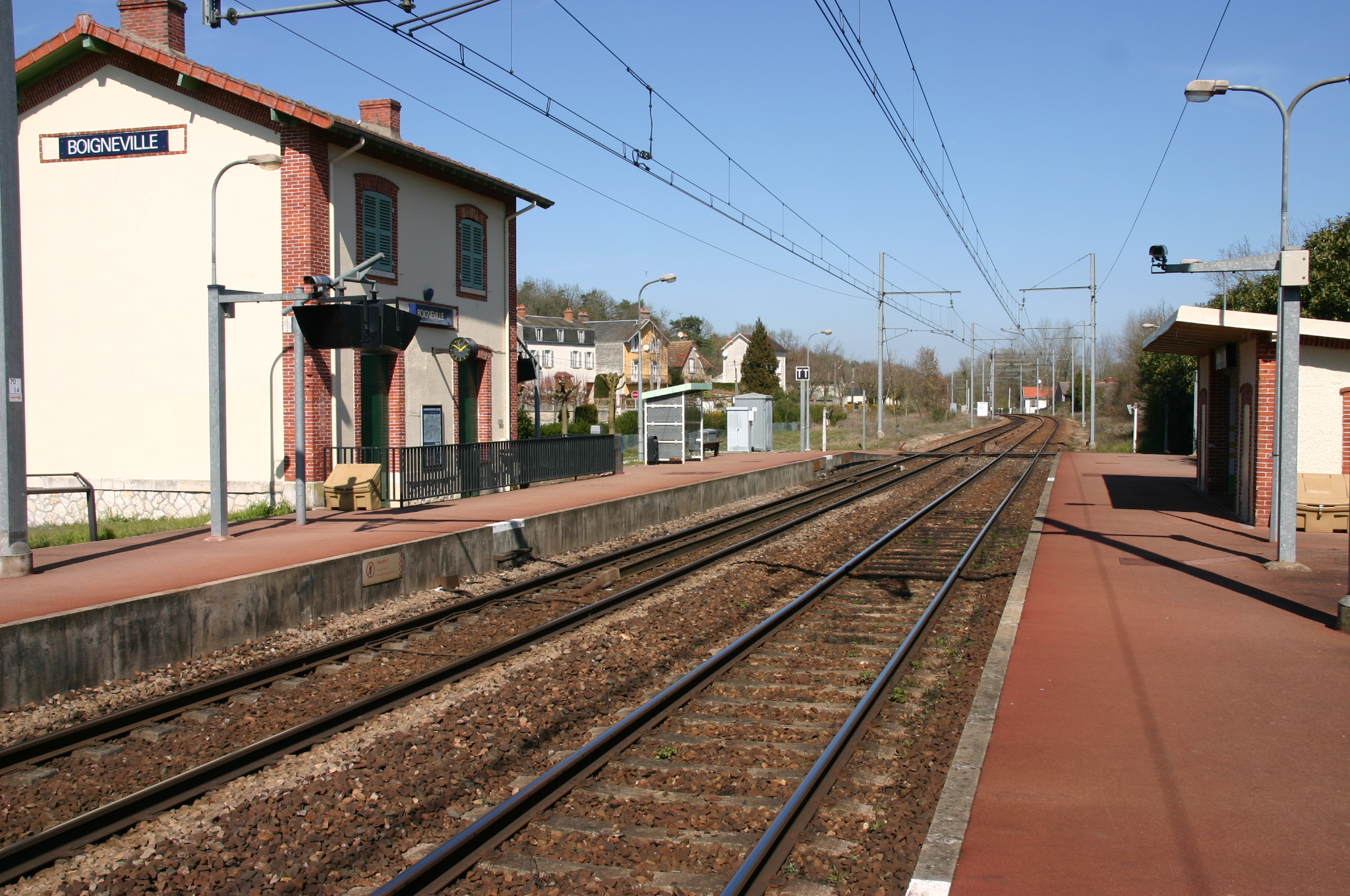
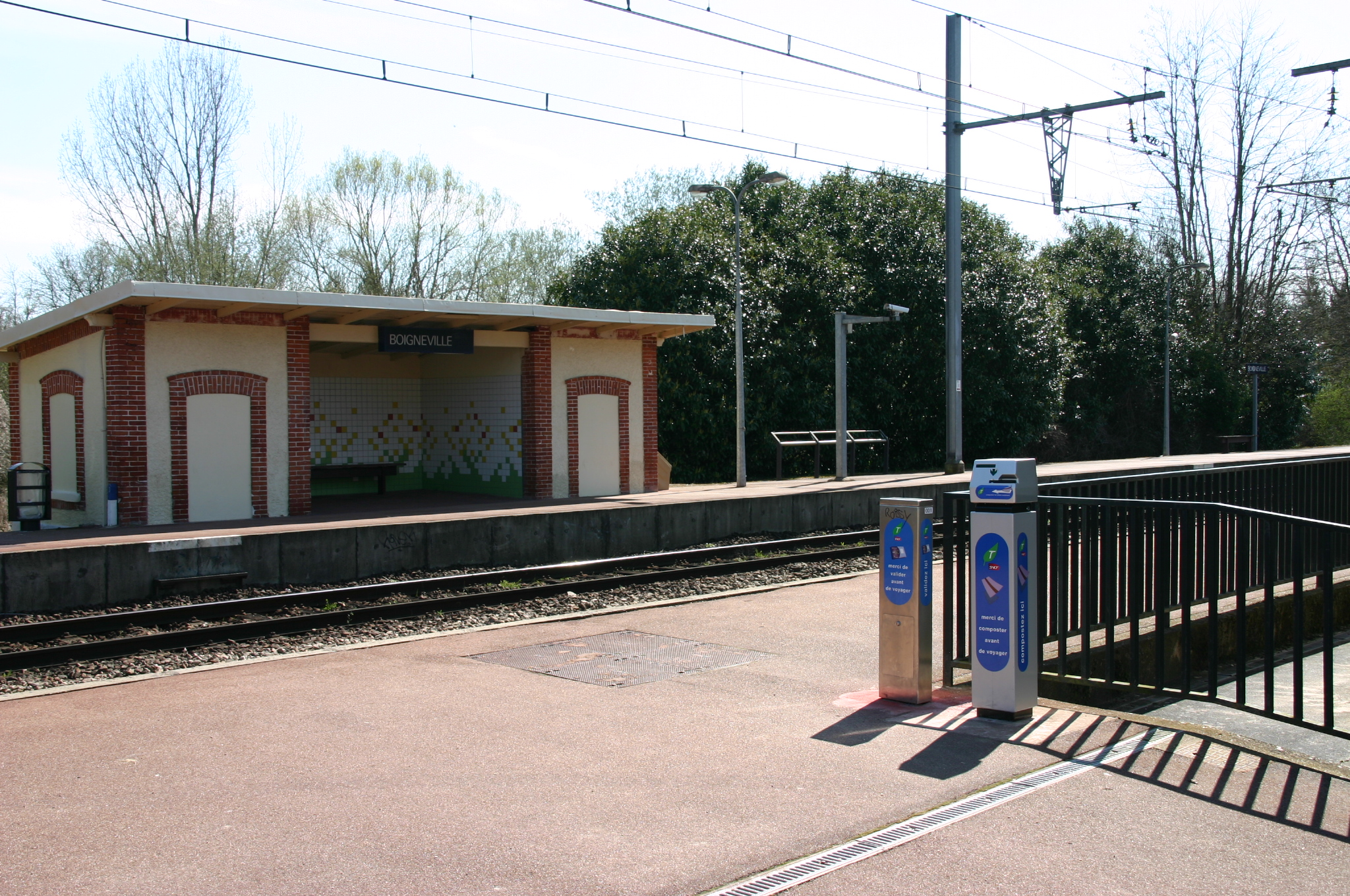
Vista de la estación.
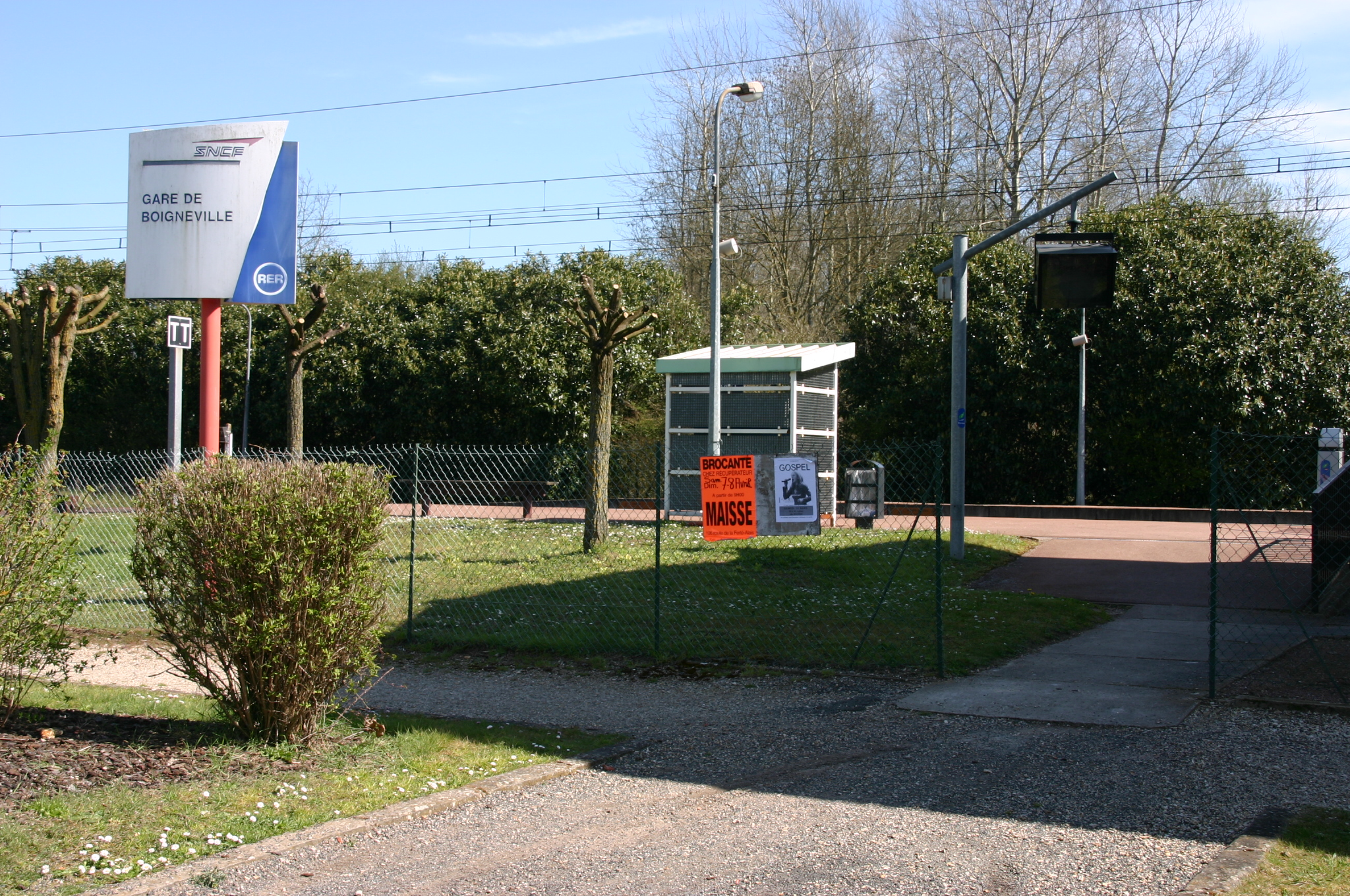
Entrada a la estación.